# گوشت گاو (فیلم)
«گوشت گاو» (انگلیسی: Beef (film)) فیلمی در ژانر مستند است که در سال ۲۰۰۳ منتشر شد.